# China World Trade Centre Phase 3B

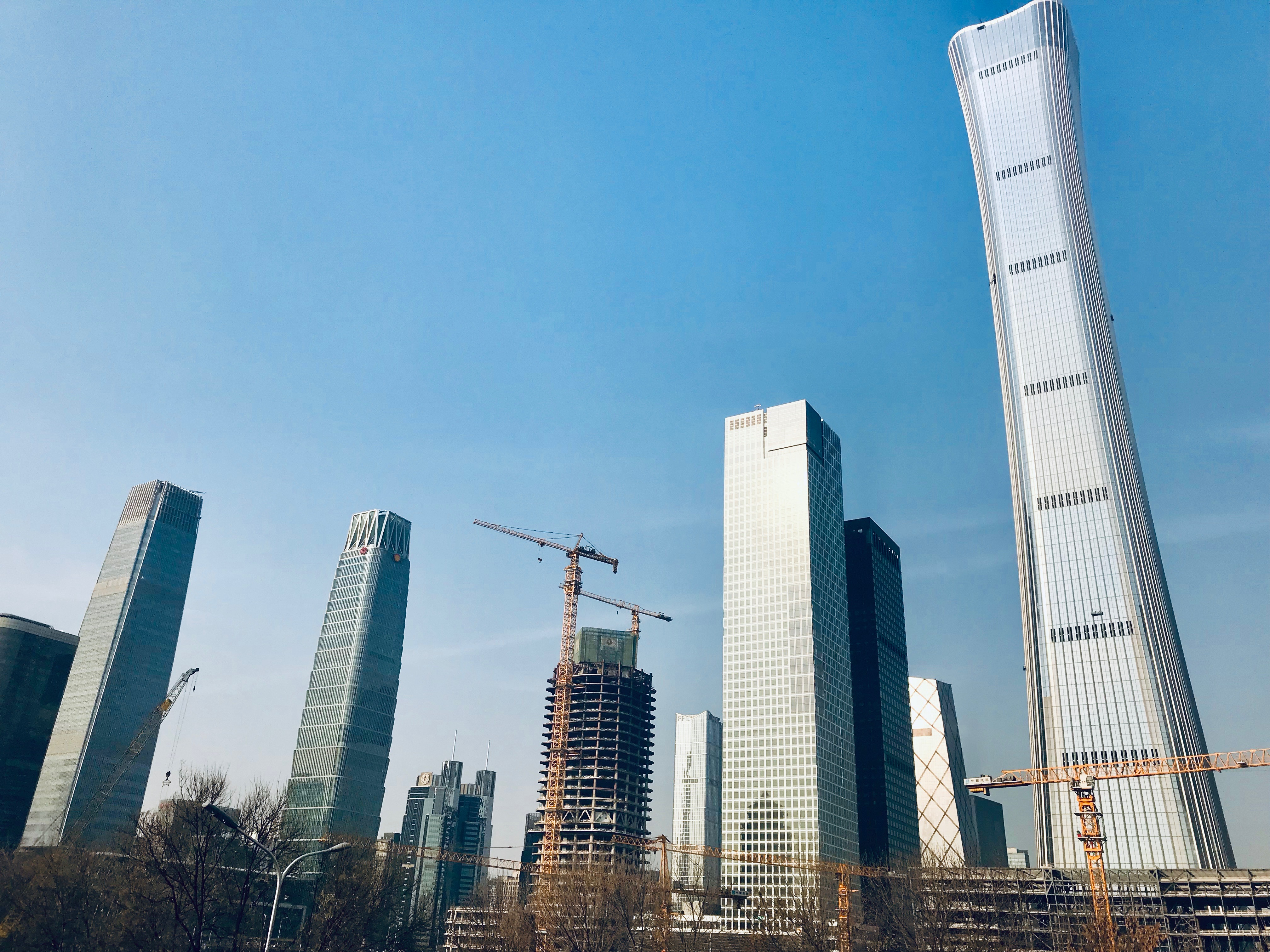
Pekings centrala finansdistrikts skyline (januari 2019) där China World Trade Centre Phase 3B syns som andra byggdans från vänster.

China World Trade Centre Phase 3B (中国国际贸易中心三期B阶段) är en skyskrapa i Peking i Kina. China World Trade Centre Phase 3B ligger i östra Peking i Guomao längs östra  tredje ringvägen i Pekings centrala finansdistrikt. 
China World Trade Centre Phase 3B är 295,6 m hög. Uppförandet av China World Trade Centre Phase 3B påbörjades 2013, och 25 november 2015 nådde byggnaden sin fulla höjd. China World Trade Centre Phase 3B  färdigställdes 2017.

## Höjdranking (februari 2022)[1]
nr. 106 högst i Kina

nr. 3 högst i Peking